# 林头镇 (茂名市)
林头镇是广东省电白区的一个行政建制镇。由原林头镇和大衙镇合并而成的，是电白区平原地区的中心大镇和交通枢纽中心。蔡姓是这个镇的大姓。

## 行政区划
林头镇下辖以下地区：
小良社区、秦村、岭圩村、排岭村、小良村、马岚村、陂头村、覃社村、南塘村、北庄村、学堂村、龙山村、那庄村、南华村和白沙村。